# Pfarrkirche Rust im Tullnerfeld

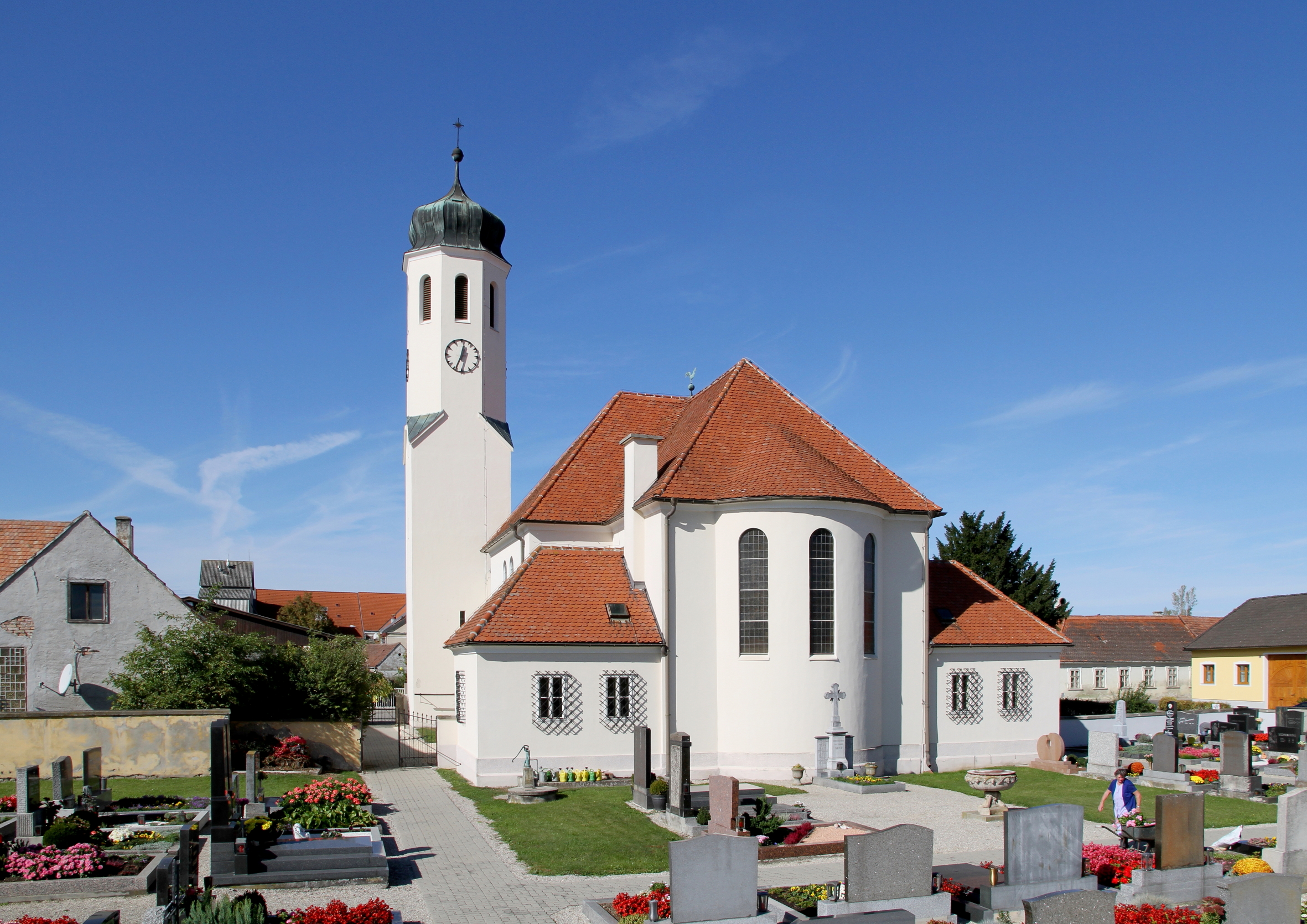
Pfarrkirche Rust im Tullnerfeld

Die Pfarrkirche Rust im Tullnerfeld steht im Ort Rust im Tullnerfeld in der Gemeinde Michelhausen in Niederösterreich. Die römisch-katholische Pfarrkirche hl. Martin gehört zum Dekanat Tulln in der Diözese St. Pölten. Die Kirche steht unter Denkmalschutz.

## Geschichte
Die alte Kirche wurde im Zuge des Zweiten Weltkrieges zerstört. Von 1947 bis 1949 wurde nach Plänen des Wiener Dombaumeisters Karl Holey die neue Kirche erbaut. Es handelt sich um eine Saalkirche mit kurzen Querarmen, Turm und Taufkapelle. Die Orgel aus 1958 mit 15 Registern wurde von Gregor Hradetzky gebaut.